# Aguino

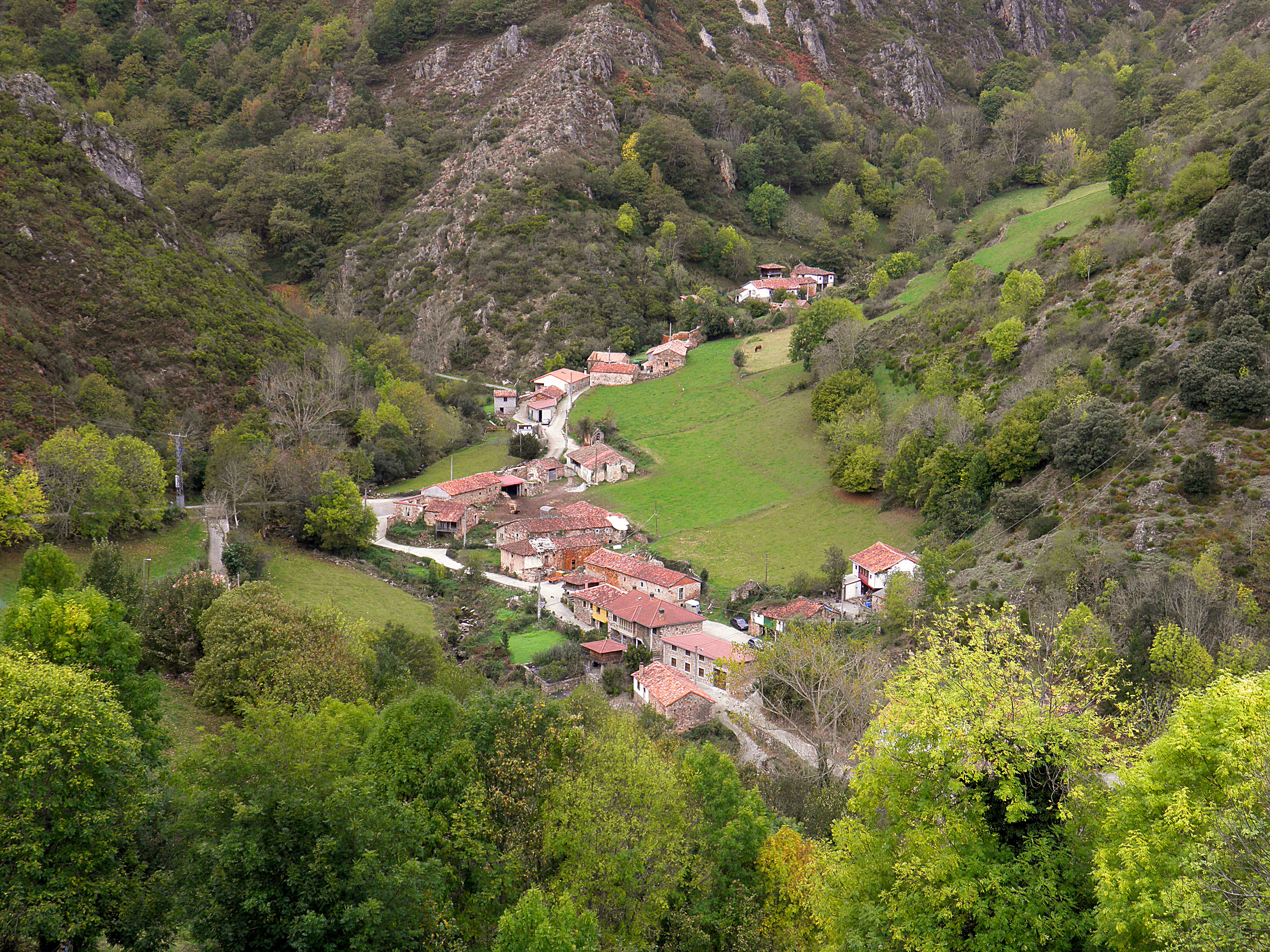
Aguino (Somiedo, Asturias)

Aguino est une des quinze paroisses civiles (subdivision administrative) de Somiedo, commune de la communauté autonome des Asturies, dans le nord de l'Espagne.

## Présentation
Elle a une superficie de 14,82 km2 et une population de 32 habitants. Son code postal est 33840.